# Atletica leggera ai Giochi della XI Olimpiade
Ai Giochi della XI Olimpiade di Berlino nel 1936 vennero assegnati 29 titoli in gare di atletica leggera, di cui 23 maschili e 6 femminili.
- Durata del programma: dal 2 al 9 agosto
- Nazioni partecipanti: 43[1]
- Numero di atleti iscritti: 775, di cui 677 uomini e 98 donne[1]
- Sede delle gare: Stadio Olimpico di Berlino
- Entra in vigore il regolamento sulla misurazione del vento, riguardante le gare di velocità ed i salti in estensione
- Nell'atletica maschile: 6 nuovi record mondiali ed 11 olimpici
- Nell'atletica femminile: 2 nuovi record mondiali e 3 olimpici

## Partecipazione
A Berlino sono presenti 44 nazioni, il numero più alto raggiunto fino ad allora:
| Paese                         | Atleti |
| ----------------------------- | ------ |
| Afghanistan                   | 2      |
| Argentina                     | 8      |
| Australia                     | 5      |
| Austria                       | 29     |
| Belgio                        | 13     |
| Brasile                       | 10     |
| Canada                        | 28     |
| Cecoslovacchia                | 31     |
| Cile                          | 10     |
| Cina                          | 22     |
| Colombia                      | 5      |
| Danimarca                     | 10     |
| Egitto                        | 4      |
| Estonia                       | 7      |
| Filippine                     | 6      |
| Finlandia                     | 37     |
| Francia                       | 40     |
| Germania                      | 77     |
| Giappone (comprende la Corea) | 46     |
| Gran Bretagna                 | 52     |
| Grecia                        | 14     |
| India Britannica              | 4      |
| Islanda                       | 4      |
| Italia                        | 32     |
| Jugoslavia                    | 21     |
| Lettonia                      | 7      |
| Liechtenstein                 | 2      |
| Lussemburgo                   | 6      |
| Malta                         | 2      |
| Messico                       | 3      |
| Norvegia                      | 11     |
| Nuova Zelanda                 | 3      |
| Paesi Bassi                   | 18     |
| Perù                          | 9      |
| Polonia                       | 17     |
| Portogallo                    | 2      |
| Romania                       | 5      |
| Stati Uniti                   | 77     |
| Sudafrica                     | 14     |
| Svezia                        | 37     |
| Svizzera                      | 19     |
| Ungheria                      | 25     |

Rispetto a Los Angeles 1932 si contano, nell'atletica leggera:
- 6 nuove partecipazioni assolute: Afghanistan, Giamaica, Islanda, Liechtenstein, Malta e Perù;
- 6 ritorni dopo assenze di 4 anni: Belgio, Cile, Lussemburgo, Romania; o 8 anni: Bulgaria ed Egitto;
- 1 assenza rispetto a Los Angeles: Haiti.

Inoltre:
- 4 Paesi mancano da Amsterdam 1928: Cuba, Lituania, Monaco, Spagna (a causa della guerra civile) e Turchia;
- La federazione di atletica dell'Irlanda non è più riconosciuta dalla IAAF.

## Il punto tecnico
I dispositivi di rilevamento elettronico dei tempi non sono ancora utilizzati in Europa. A Berlino ritorna il cronometraggio manuale, in decimi. Però si fa un passo avanti: per la prima volta sono ufficializzati tutti i tempi rilevati.
I blocchi di partenza non sono ancora apparsi sul vecchio continente; sono usati solo negli USA. Non riconosciuti dall'IAAF, verranno ammessi due anni dopo i Giochi, nel 1938.
Entra in vigore in questa edizione delle Olimpiadi il regolamento sulla misurazione del vento. Nelle gare di corsa fino a 200 metri e nei salti in estensione, il limite massimo di vento a favore viene fissato a 2 metri al secondo. La norma, però non viene applicata correttamente: alcuni tempi ottenuti con vento superiore ai 2 metri vengono omologati, altri no.
Omologazione
- 80 ostacoli femminili: il record mondiale di Ondina Valla (11"6) viene omologato nonostante il vento sia +2,8;

Mancata omologazione
- 100 metri maschili. Nei quarti di finale James C. Owens ferma i cronometri su 10"2; ma il record non viene omologato perché il vento è +2,3.

Caso particolare
L'eccezionale 20"7 di James C. Owens sui 200 metri è viziato da vento irregolare, ma viene ugualmente omologato come record olimpico. Non viene invece riconosciuto come record del mondo perché a quel tempo il libro dei record accoglie anche i risultati delle 220 yarde (201,2 metri) in rettilineo, dove il primato è già vicino ai 20" netti.
Nel 1951 l'IAAF deciderà finalmente di distinguere la gara con curva dalla gara in rettilineo e inizierà a compilare due liste dei record mondiali separate. Per quanto riguarda i 200 metri con curva, la lista parte dal 1914 (21"1). Il tempo di Owens, pur omologato a suo tempo come record olimpico, non entrerà nella lista dei record mondiali.
Cambia il regolamento nelle gare ad ostacoli: vengono introdotti i moderni ostacoli a "L", che cadono in avanti se vengono urtati. Inoltre i record vengono riconosciuti e omologati anche se l'atleta ne abbatte qualcuno.
Entra in vigore la nuova tabella di punteggio del decathlon, elaborata in Finlandia come la precedente ed approvata nel 1934; che durerà fino al 1951 compreso.

## Medagliere
| Posizione | Paese         |    |    |    | Totale |
| --------- | ------------- | -- | -- | -- | ------ |
| 1         | Stati Uniti   | 14 | 7  | 4  | 25     |
| 2         | Germania      | 5  | 4  | 7  | 16     |
| 3         | Finlandia     | 3  | 5  | 2  | 10     |
| 4         | Gran Bretagna | 2  | 5  | 0  | 7      |
| 5         | Giappone      | 2  | 2  | 3  | 7      |
| 6         | Italia        | 1  | 2  | 2  | 5      |
| 7         | Ungheria      | 1  | 0  | 0  | 1      |
| 7         | Nuova Zelanda | 1  | 0  | 0  | 1      |
| 9         | Polonia       | 0  | 2  | 1  | 3      |
| 10        | Canada        | 0  | 1  | 3  | 4      |
| 11        | Svizzera      | 0  | 1  | 0  | 1      |
| 12        | Paesi Bassi   | 0  | 0  | 2  | 2      |
| 12        | Svezia        | 0  | 0  | 2  | 2      |
| 14        | Australia     | 0  | 0  | 1  | 1      |
| 14        | Lettonia      | 0  | 0  | 1  | 1      |
| 14        | Filippine     | 0  | 0  | 1  | 1      |
| Totale    | Totale        | 29 | 29 | 29 | 87     |